# Ego Kill Talent
Ego Kill Talent est un groupe de rock brésilien, originaire de São Paulo. 

## Biographie

### Débuts (2014–2017)
Le groupe est formé en décembre 2014 par Jean Dolabella et Theo van der Loo. Le nom du groupe est une version raccourcie du dicton « Too much ego will kill your talent » (« Trop d'ego va tuer ton talent »). Le groupe est connu pour changer d'instruments de musique sous une performance. Le groupe est formé par des membres de plusieurs groupes brésiliens, tels que Udora, Sepultura, et Reação em Cadeia. 

### Ego Kill Talent(depuis 2017)
Le premier album est publié en 2017. Cet album, qui a le même nom que le groupe, signifiait la percée du groupe. Ils sont nommés par Google comme l'un des vingt actes de percée de 2017. Le groupe vient en été 2017 en Europe pour organiser une mini-tournée. Ils jouent d'abord joué au Download Festival à Paris. Quelques jours plus tard, ils jouent leur première tournée européenne en tête d'affiche au Melkweg à Amsterdam, aux Pays-Bas. Une semaine plus tard, ils jouent en tant que groupe de soutien lors d'un concert de System of a Down dans les Arènes de Nîmes. Après leur tournée européenne, ils retournent au Brésil pour jouer au festival Rock in Rio. Ils publient aussi un EP intitulé My Own Deceiver.
Ils se produiront également au Download Festival en 2018. La même année sort un EP de leur tournée européenne, intitulée Live in Europe 2017. Chaque morceau de l'EP est publié en single.

## Shows en France
Le groupe s'est également produit en France. Ci-dessous, vous pouvez voir toutes les shows confirmées.
- 10 juin 2017 - Download Festival, Paris
- 20 juin 2018 - Arènes de Nîmes, Nîmes avec System of a Down
- 17 juin 2018 - Download Festival, Paris
- 16 novembre 2018 - Le Zénith Paris - La Villette, Paris avec Within Temptation

## Membres

### Membres actuels
- Jonathan Correa - chant (depuis 2014)
- Theo van der Loo - guitare, basse (depuis 2014)
- Niper Boaventura - guitare, basse (depuis 2016)
- Raphael Miranda - batterie, basse (depuis 2016)
- Jean Dolabella - batterie, guitare (depuis 2016)

### Anciens membres
- Estevam Romera – guitare, basse (2014-2016)

## Discographie

### Album studio
- 2017 : Ego Kill Talent

### EP
- 2015 : Sublimated
- 2016 : Still Here
- 2017 : My Own Deceiver
- 2018 : Live in Europe 2017

### Singles
- 2017 : Collision Course (avec Far from Alaska)
- 2017 : We All (Acoustic Version)
- 2017 : Sublimated (live in Nimes)
- 2017 : Still Here (live in Nimes)
- 2017 : Last Ride (live in Nimes)
- 2018 : We All/The Searcher - Live At Melkweg
- 2018 : Just To Call You Mine - Live At Melkweg
- 2018 : My Own Deceiver - Live At Arènes De Nîmes
- 2018 : Diamonds and Landmines